# Sat.1 am Mittag
Sat.1 am Mittag ist eine ehemalige Magazinsendung, die live beim Privatsender Sat.1 gesendet wurde und Nachrichten sowie Boulevardthemen zum Gegenstand hatte. Sie wurde von Mareile Höppner moderiert, die im Urlaubs- oder Krankheitsfall von Gaby Papenburg und Marcus Werner vertreten wurde.
Die Sendung startete am 16. Januar 2006 und lief anfangs werktags von 11:30 Uhr bis 13:00 Uhr. Sat.1 stellte zugunsten dieses Formats die Produktion der zehnjährigen Talkshow Vera am Mittag ein. Nach zwei Monaten wurde die Sendezeit um eine halbe Stunde verkürzt; neuer Sendebeginn war 12:00 Uhr. Das Magazin stand so aber in direkter Konkurrenz zum gleichzeitig ausgestrahlten RTL-Mittagsjournal Punkt 12, daher wurde die Ausstrahlung wegen mäßiger Quoten um eine Stunde auf 11:00 Uhr bis 12:00 Uhr vorgezogen.
Trotz weit über dem Senderschnitt liegenden Einschaltquoten wurde das Format überraschend kurzfristig Mitte Juli 2007 abgesetzt; die letzte Sendung lief am 16. Juli 2007. Grund für die Absetzung von Sat.1 am Mittag – zeitgleich mit der von Sat.1 am Abend – sind die vom Unternehmensberater McKinsey gemachten Vorschläge für Einsparmaßnahmen, von denen offenbar hauptsächlich die Informationsprogramme von Sat.1 betroffen waren.